# Эльснер, Фред
Фред Э́льснер (нем. Fred Oelßner; 27 февраля 1903, Лейпциг — 7 ноября 1977, Берлин) — немецкий политик-коммунист, член СЕПГ. Экономист, инициатор исследований в области политической экономии и основатель школы политэкономии в ГДР. Сын коммуниста Альфреда Эльснера.

## Биография
По окончании средней школы в Вайсенфельсе Эльснер в 1917—1919 годах учился на мельника и коммерсанта на мукомольном предприятии в Бойдице. Бросив учёбу из-за активной политической деятельности в организации социалистической рабочей молодёжи и Союзе свободной немецкой молодёжи, Эльснер работал конторским служащим в Галле. Одновременно являлся руководителем окружной организации Социалистической пролетарской молодёжи и Коммунистического союза молодёжи Германии в Галле и Мерзебурге. В 1919 году Эльснер вступил в Независимую социал-демократическую партию Германии, в 1920 году — в Коммунистическую партию Германии.
В 1921 году Эльснер участвовал в мартовского восстания, затем работал в ЦК КПГ. С осени 1921 по январь 1922 года Эльснер работал на добровольных началах в газете Hamburgische Volkszeitung, в 1922—1923 годах — редактором Schlesische Arbeiterzeitung в Бреслау, затем редактором в Хемнице и Штутгарте. В конце 1923 года Эльснер был арестован и в 1924 году приговорён в Лейпциге к одному году тюремного заключения за «подготовку к государственной измене». После освобождения работал редактором в Ремшайде и Ахене.
В 1926 году Эльснера направили в Москву, где он до 1928 года обучался в Международной ленинской школе, а затем в течение года учился в аспирантуре. Затем являлся сотрудником экономического факультета Института красной профессуры. В 1932 году Эльснер вернулся в Германию и работал в отделе агитации и пропаганды при ЦК КПГ и лектором Имперской партийной школы КПГ имени Розы Люксембург в Шёнайхе-Фихтенау под Берлином.

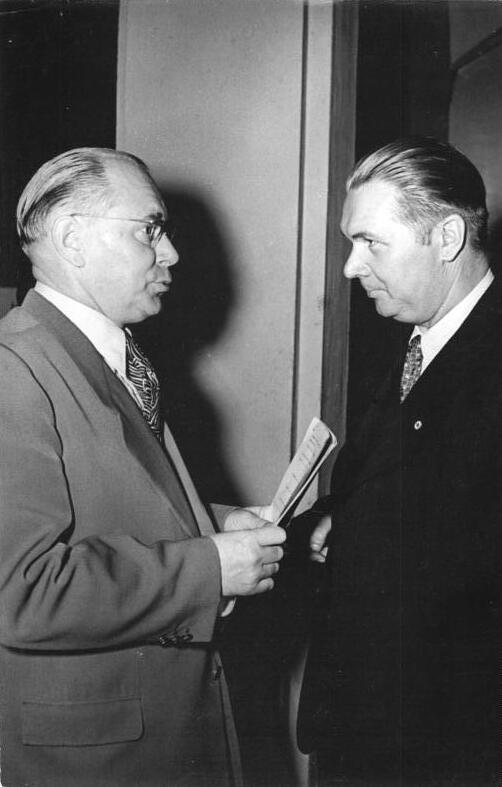
Фред Эльснер (слева) в беседе с членом своей фракции в Народной палате ГДР. 1951

В 1933 году Эльснер эмигрировал во Францию, где работал личным секретарём Вильгельма Пика. В 1934 году руководил курсами партийной школы в Амстердаме, Цюрихе и Праге, в 1935 году вернулся в СССР. В Москве работал преподавателем Международной ленинской школы и Коммунистического университета национальных меньшинств Запада. В 1936 году был уволен за якобы идеологический уклонизм и занимался переводческой и литературной деятельностью. В 1938—1941 годах руководил плановым отделом бумажной фабрики в Москве. В 1940 году получил советское гражданство. В 1941—1944 годах работал редактором, позднее главным редактором немецкой редакции Московского радио, затем преподавателем партийной школы КПГ № 12 в Москве. В это время участвовал в работе комиссии по разработке послевоенной программы КПГ.
В 1945 году Эльснер в составе группы Аккермана вернулся в Германию. В 1946—1949 годах руководил отделом партийного обучения, культуры и воспитания КПГ, впоследствии СЕПГ. В 1947 году был избран в правление, впоследствии ЦК СЕПГ, в 1949 году стал депутатом Народной палаты ГДР. В 1950 году был принят членом Политбюро ЦК СЕПГ, с 1955 года занимал должности заместителя председателя Совета Министров ГДР и председателя комиссии по производству потребительских товаров и снабжению населения при президиуме Совмина ГДР.
В 1950—1956 годах Фред Эльснер работал главным редактором издания Einheit, затем преподавал экономику в Институте общественных наук при ЦК СЕПГ. 17 июня 1953 года сформировал в Галле окружной оперативный штаб по ликвидации беспорядков и координировал в качестве вышестоящей инстанции действия окружного руководства СЕПГ, Совета округа, Народной полиции, окружного управления государственной безопасности, Казарменной народной полиции и советских военных частей в Галле.
В 1958 году Эльснер лишился всех своих должностей в связи с делом Карла Ширдевана и Эрнста Волльвебера. В 1959 году выступил с самокритичным докладом «Оппортунизм и политическая слепота». В 1958—1969 годах Эльснер возглавлял Институт экономических наук Академии наук ГДР. В 1968 году ему было присвоено звание почётного доктора Берлинского университета имени Гумбольдта. Похоронен в Мемориале социалистов на Центральном кладбище Фридрихсфельде.

## Сочинения
- Der Marxismus der Gegenwart und seine Kritiker, Berlin 1948
- Die Wirtschaftskrisen Band 1, Berlin 1949
- Rosa Luxemburg, Berlin 1952
  - Роза Люксембург : крит.-биогр. очерк / Пер. с нем. И. Нарского. — М. : Изд-во иностр. лит., 1952. — 174, [2] с.
- Probleme der Krisenforschung, Berlin 1959
- Ein Beitrag zur Monopoltheorie, Berlin 1960
- Die Arbeitswerttheorie als wissenschaftliche Grundlage der Marxschen politischen Ökonomie, Berlin 1967